# Asterisc
Asteriscul (*) (din latină asteriscum „steluță”, ← greacă ἀστερίσκος) este un semn tipografic convențional, în formă de steluță (cu șase brațe, nu cu cinci).
În lingvistică este folosit înaintea cuvintelor neatestate, și deci reconstruite.
Când este folosit după un cuvânt, arată că la subsolul paginii este o notă explicativă. În lexicologie, un asterisc după un cuvânt poate însemna că acel cuvânt este tratat într-un articol independent în dicționar.
Este deseori folosit la alcătuirea unei liste (în procesoarele de texte avansate, precum Microsoft Word, scrierea asteriscului urmată de spațiu rezultă în pornirea unei liste nenumerotate, cu bulină în față).